# Amalafrida
Amalafrida (ca. 460-ca. 520) was de dochter van Thiudimir, koning van de Ostrogoten, en zijn vrouw Erelieva. Ze was de zuster van Theoderik de Grote, eveneens koning van de Ostrogoten, en moeder van Theodahad, die later koning werd van de Ostrogoten. Haar tweede echtgenoot was Thrasamund, koning van de Vandalen. Ze had twee kinderen: de hiervoor genoemde  Theodahad en Amalaberga.